# Rue Luc-Augustin-Bacqua
La rue Luc-Augustin-Bacqua est une voie de la ville de Nantes, dans le département français de la Loire-Atlantique.

## Situation et accès
Située dans le centre-ville de Nantes, la rue qui se trouve sur la partie ouest de l'ancienne île Gloriette, débute quai de Tourville pour aboutir rue Bias. C'est une artère pavée et piétonne, elle ne rencontre aucune autre artère.

## Origine du nom
La rue rend honneur à Luc-Augustin Bacqua, chirurgien à l'Hôtel-Dieu de Nantes qui, durant la Révolution, soigna tous les blessés sans distinction, ce qui lui valut d'être emprisonné en août 1793. Il est libéré au bout de sept jours grâce à l'intervention de ses confrères. Il devient célèbre par ses succès en matière de césarienne, réussissant la première opération où la mère et l'enfant survécurent,. 

## Historique
Dénommée simplement « Rue Bacqua », depuis 1835, elle prend sa dénomination actuelle à partir du 10 octobre 2014, à la suite d'une délibération du conseil municipal.